# Kedungharjo (Mantingan)
Kedungharjo is een bestuurslaag in het regentschap Ngawi van de provincie Oost-Java, Indonesië. Kedungharjo telt 5281 inwoners (volkstelling 2010).